# Nakšbandíja
Nakšbandíja je jedna z nejvýznamnějších větví islámských, resp. súfijských bratrstev (taríka). Bratrstvo založil v roce 1380 Bahá ad-Dín Nakšband. Příslušníci nakšbandíje byli zastánci hanífovského mazhabu.
V 16. století se nakšbandíja začala rozšiřovat ze střední Asie dále do různých částí Asie jako Číny či Indie. V 18. století se nakšbandíja uchytila na Kavkaze, mimo jiné i v Čečensku. Dnes má nakšbandíja vícero menších větví a její stoupenci jsou k nalezení na mnoha místech světa.